# Ventouse (médecine)
Pour les articles homonymes, voir Ventouse.
L'utilisation de la ventouse en tant que thérapie est une pseudoscience. Elle se fonde sur le principe qu'un récipient en forme de cloche crée une dépression par effet de succion sur la peau. Cette pratique est supposée soulager et prévenir certains maux. La cloche peut être de plusieurs matières : verre, plastique, bambou, silicone. La technique présente des risques de brûlures et de lésions. Son application s'inscrit dans le cadre de la médecine traditionnelle.
Son utilisation porte plusieurs noms : ventousothérapie, cupping therapy ou encore hijama. On peut la définir ainsi : « La ventousothérapie consiste en l’application de ventouses en mouvement ou en des points fixes précis du corps humain ».
Il n'existe aucune preuve d'efficacité de cette pratique, mais ses dangers sont réels.

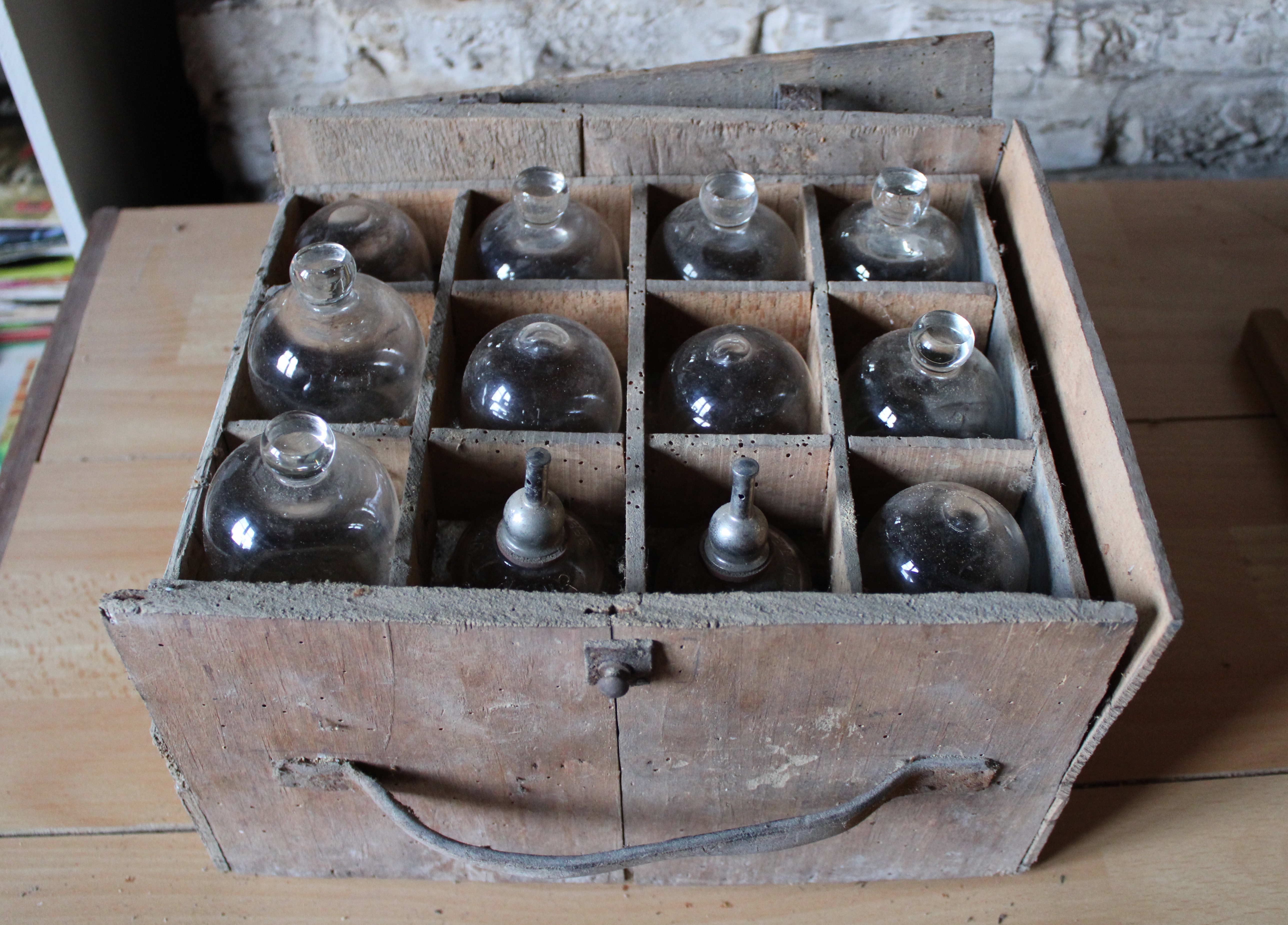
Mallette artisanale de 24 ventouses de 3 modèles différents (France début du XXè siècle).

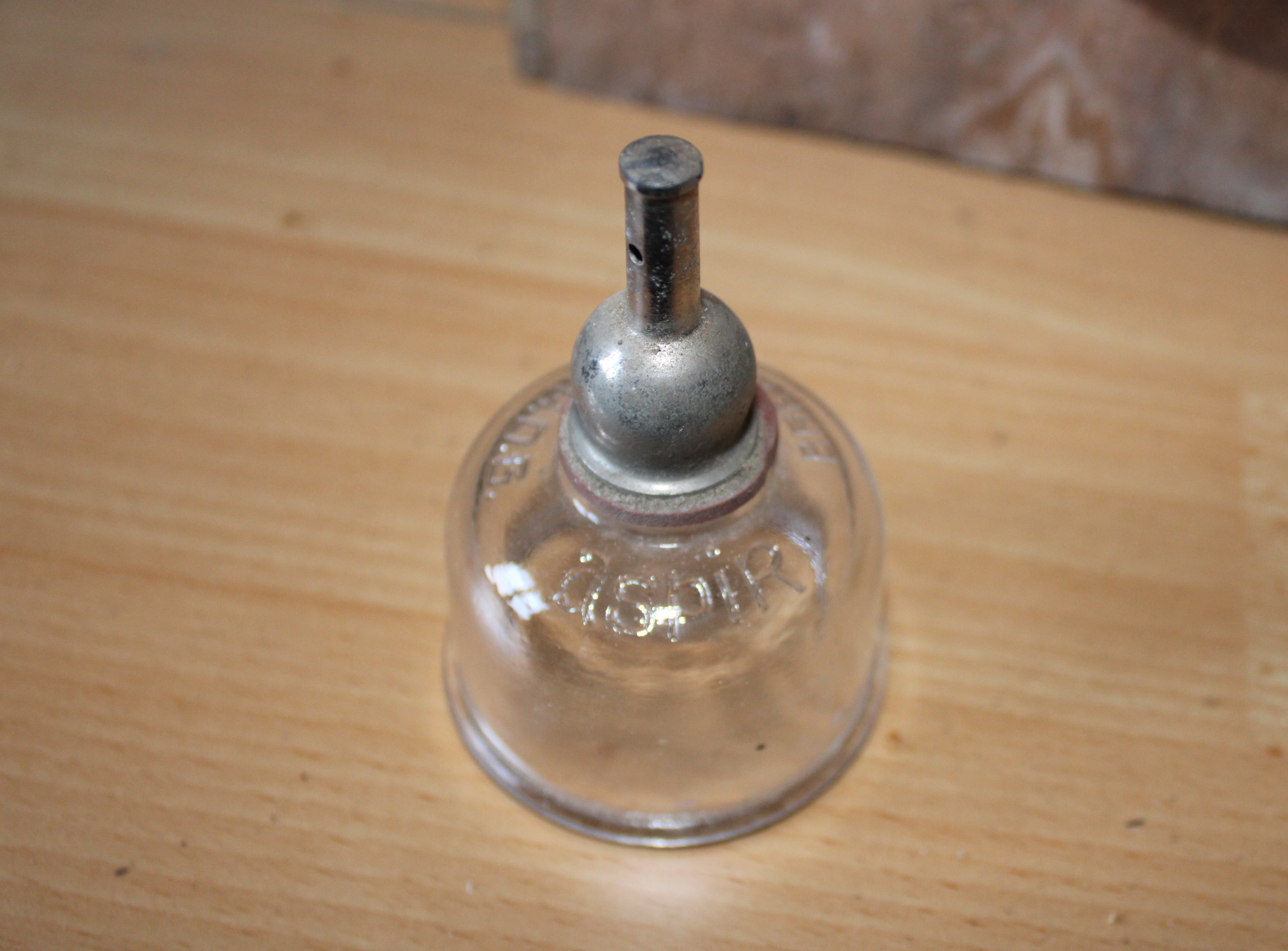
Ventouse Modèle "Aspir Breveté SGDG", France vers 1930.

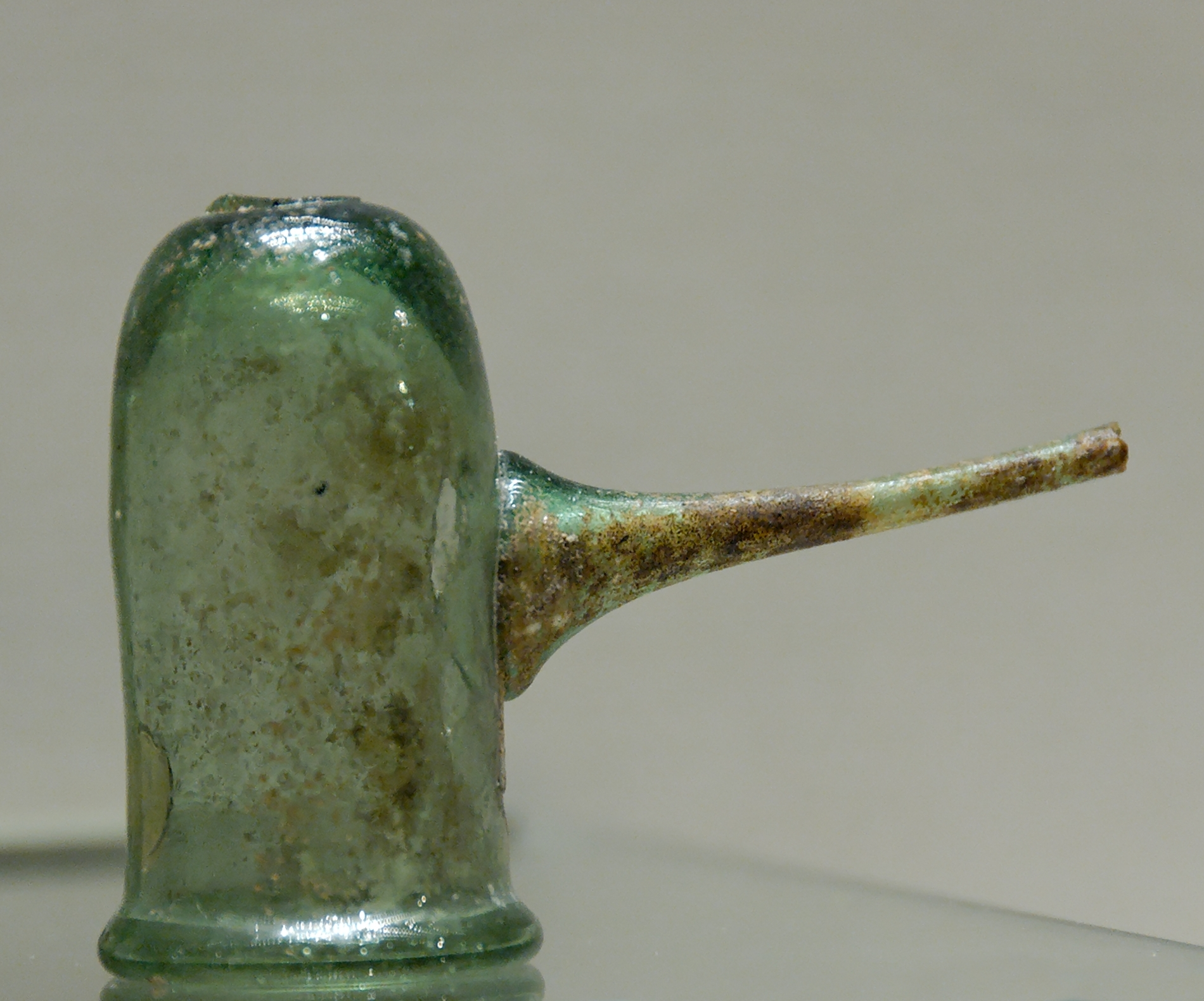
Ventouse perse des premiers siècles de l'Iran équipée d'un système d'aspiration, peut-être utilisée pour la saignée « sous vide relatif » (musée du Louvre).

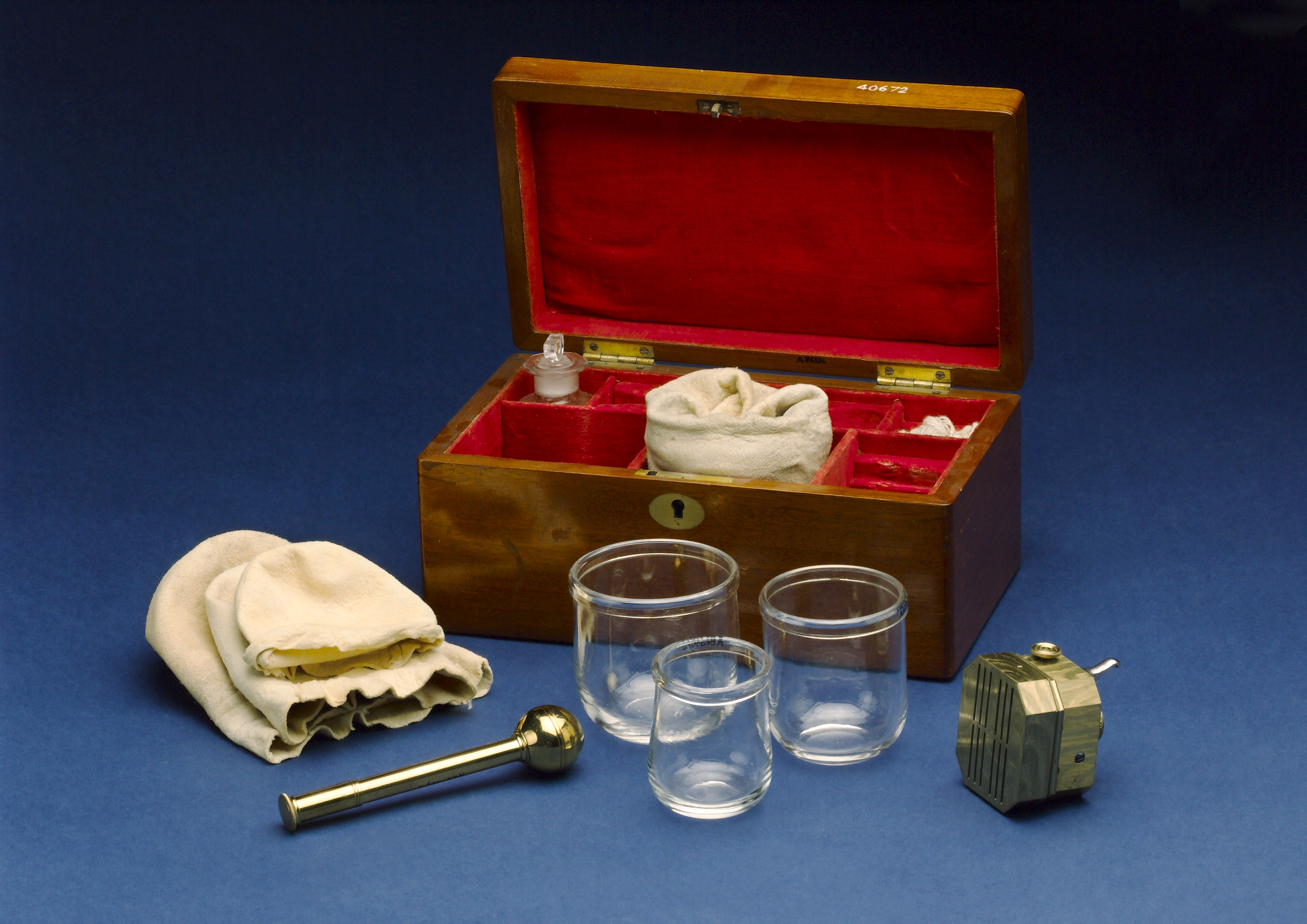
Coffre pour ventouses, Londres (1860–1875).

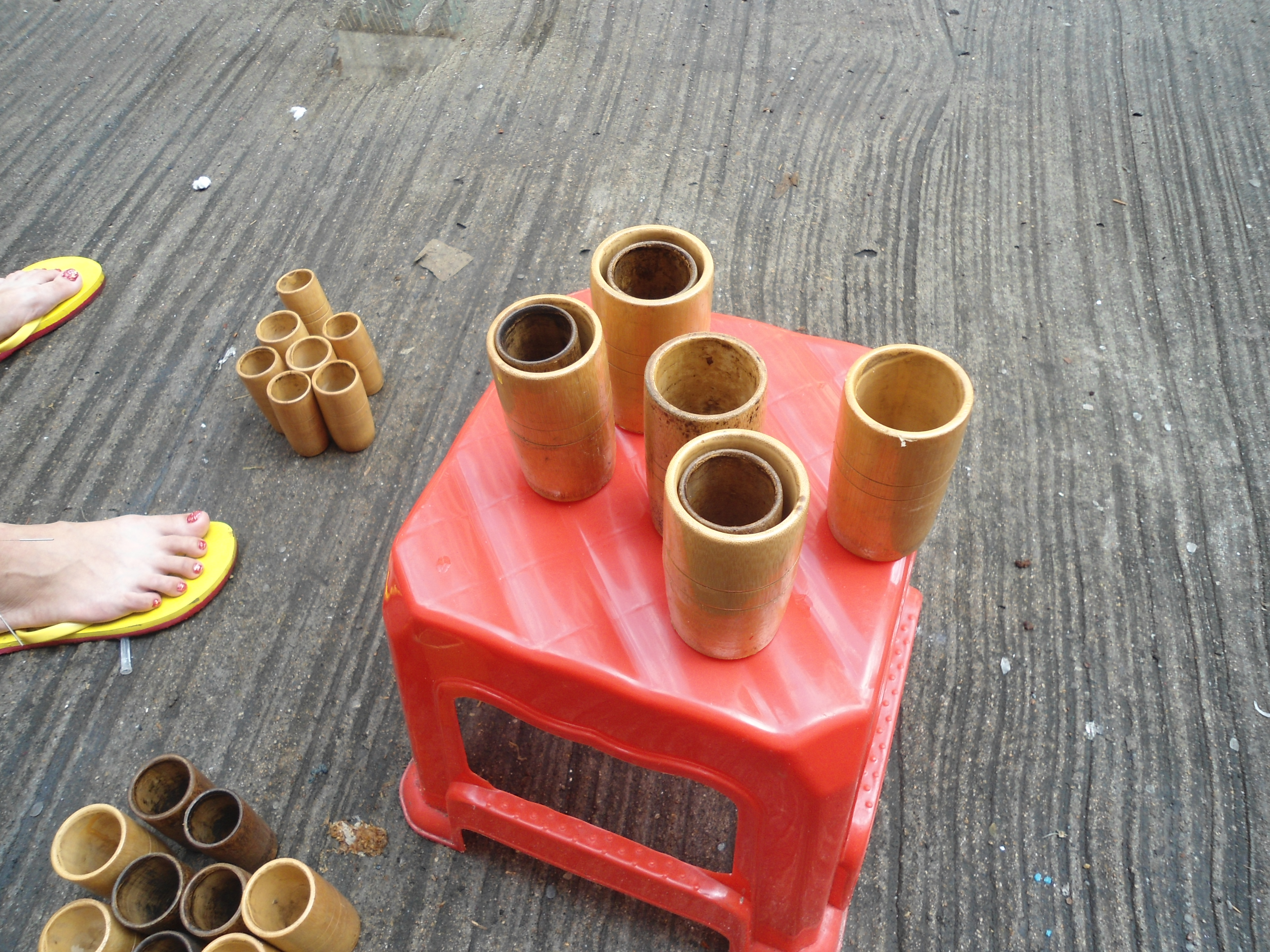
Ventouses en bambou.

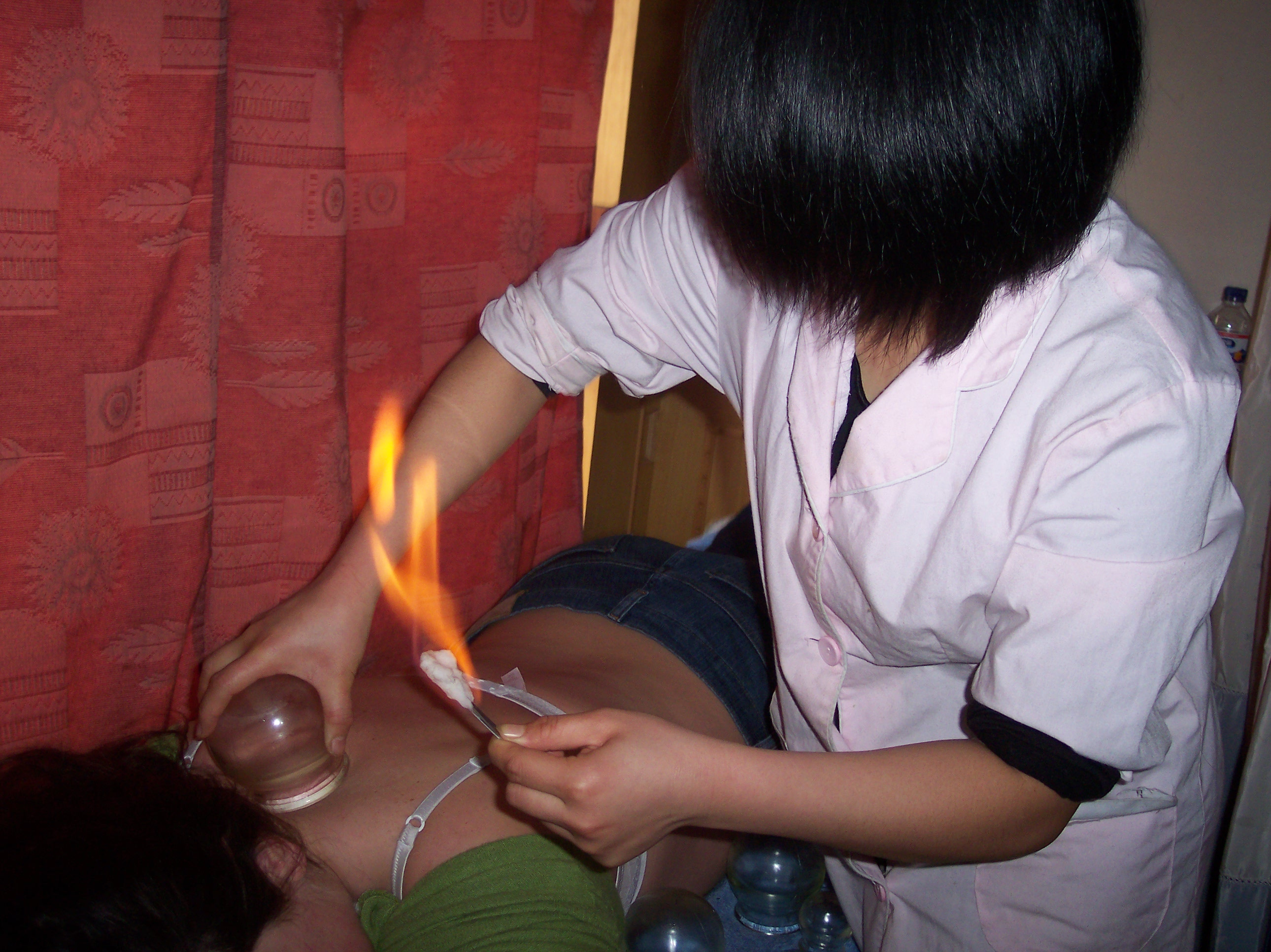
Exemple de pose d'une ventouse.

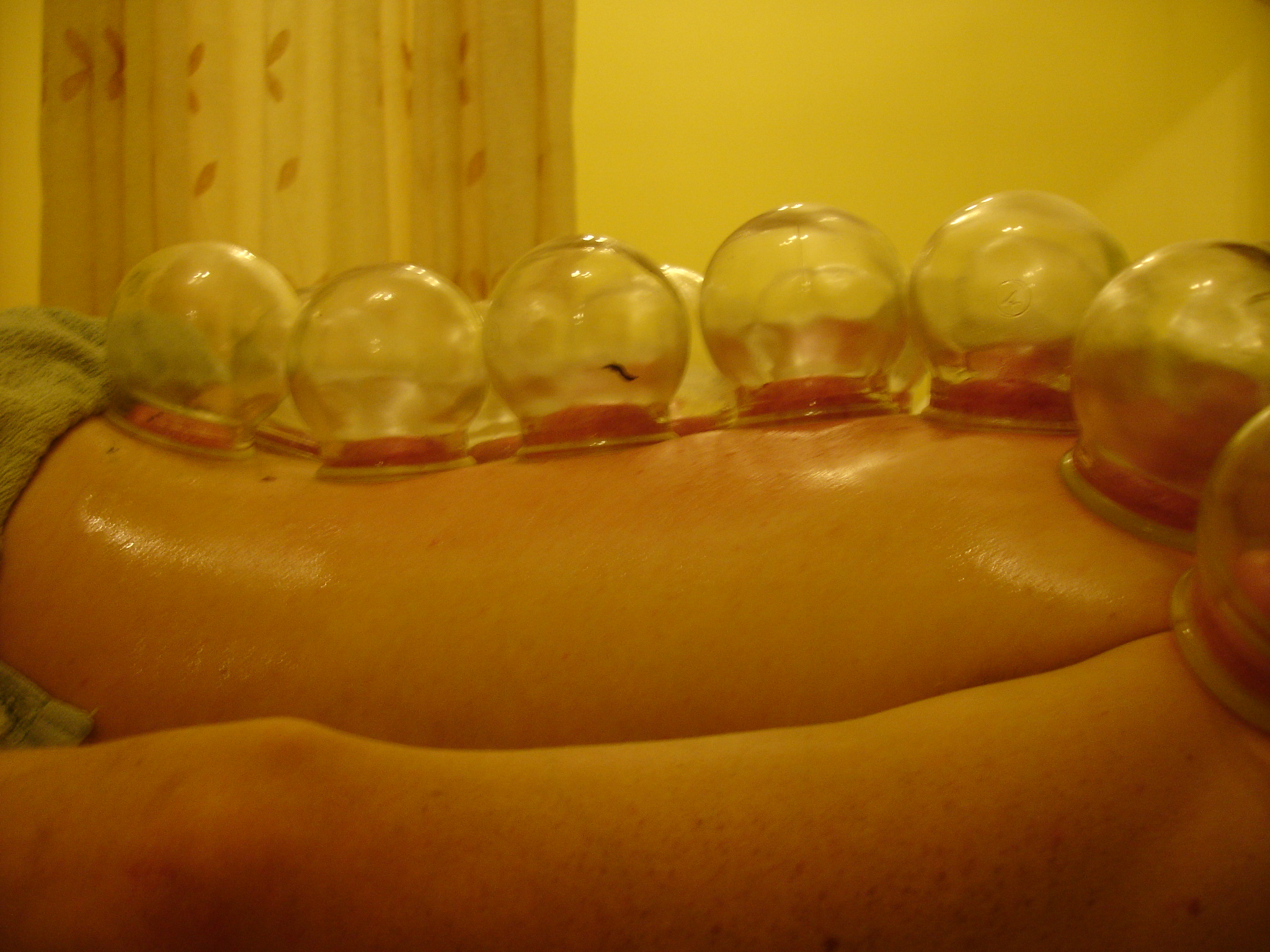
Ventouses posées sur le dos.

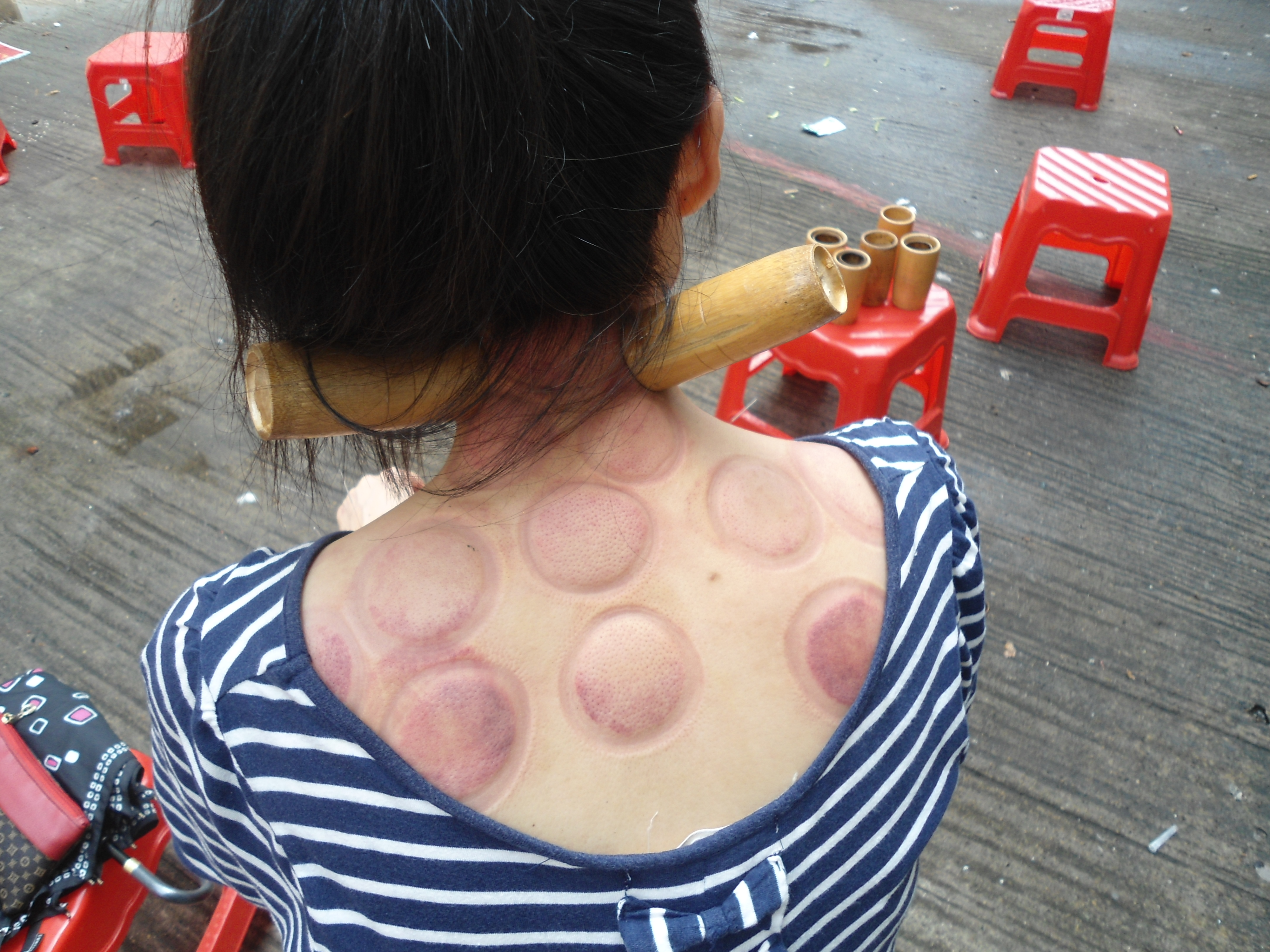
Après le retrait de ventouses posées dans la rue à Haikou (Chine).

## Utilisation
Les techniques de pose varient selon le type de ventouse et l'effet recherché.
Traditionnellement, on utilise les ventouses à chaud : on insère alors une compresse ou du coton imbibé d'alcool à brûler et enflammé dans le récipient. La chaleur va créer l'effet dépression. La ventouse est alors appliquée sur le dos de la personne.
D'autres applications sont possibles : créer un effet dépression à l'aide d'une pompe manuelle. Il suffit alors de placer la pompe sur la ventouse et d'aspirer. L'effet aspiration sera alors induit par le manque d'air dans la ventouse.
Les ventouses en silicone, quant à elles, s'utilisent à l'aide d'une pression manuelle exercée sur ces dernières.
Quelle que soit la méthode utilisée, il est possible de régler la force de dépression et de l'adapter au besoin de la personne qui va recevoir la ventouse et à l'effet recherché.

## Efficacité
Dans leur livre Trick or Treatment (Ruse ou traitement) , Simon Singh et Edzard Ernst écrivent qu'il n'existe aucune preuve des effets bénéfiques des ventouses pour toute condition médicale.
En France en 2021, le manque de preuve d'efficacité et la potentielle dangerosité poussent l'Ordre des Masseurs Kinésithérapeutes à l'interdire.
Les ventouses sont largement utilisées comme un traitement alternatif pour le cancer. Cependant, la American Cancer Society (Société américaine du cancer) note que « les preuves scientifiques disponibles ne supportent pas les affirmations selon lesquelles ce traitement a des avantages pour la santé » et aussi que le traitement comporte un faible risque de brûlures.

## Histoire du nom et du concept
Le dictionnaire de l'Académie française dans sa première édition (1694) décrit (p. 628) la ventouse médicale comme un « vaisseau de verre qu'on applique sur la peau avec des bougies ou de la filasse allumée pour attirer le mauvais sang ». Il précise qu'on appelle « ventouses sèches, les ventouses qu'on applique sans faire de scarification ». L'édition de 1751 définit la ventouse comme un « instrument de chirurgie » et précise qu'elle peut être métallique (de cuivre, d'argent...) et que son objet est d' « attirer avec violence les humeurs du dedans au-dehors ». L'édition de 1798 précise encore qu'elle a pour objet de « soulever la peau et de produire une irritation locale ». Enfin, l'édition de 1832 ajoute qu'on y « fait le vide par le moyen du feu, ou d'une pompe aspirante, afin de soulever la peau et de produire une irritation locale ».
Les Égyptiens anciens ont été les premiers à utiliser les ventouses en verre de manière systématique, aux alentours de 1550 av. J.-C..
Elle a pris de l'ampleur au cours des années 2010 grâce à la médiatisation apportée par certains grands sportifs. Sa popularisation marque un tournant au cours des Jeux Olympiques de 2016 lorsque Michael Phelps a été observé avec des marques de succion causées par la ventousothérapie,.

## Principe
Le vide relatif créé dans la ventouse dilate les pores et les vaisseaux sanguins superficiels (capillaires). Ceci produit une congestion cutanée localisée sur le site de l'application du vide, traduite par un changement d'aspect de la peau qui rougit et se couvre de points rougeâtres à violacés. Cette congestion provoquée localement, au-dessus de l'organe supposé malade était réputée attirer les humeurs ou le « mauvais sang » ou l'excès de sang qui congestionne un organe sous-jacent.
La ventouse appliquée successivement en plusieurs endroits du dos, de la poitrine ou du ventre (selon l'organe supposé malade), ou au moyen de plusieurs ventouses posées simultanément était en tous cas réputée accélérer la guérison du malade. On peut supposer qu'un certain effet psychologique puisse également être produit, notamment chez les enfants.[réf. souhaitée]
Ce moyen médical encore utilisé en Europe et aux États-Unis au milieu du XXe siècle n'est plus enseigné par la médecine contemporaine dite « moderne ». On le classe donc dans les médecines dites « traditionnelles ».
En France, la pratique est un acte médical qui ne peut être réalisé que par un médecin. Elle est cependant interdite par le Conseil National de l'Ordre des Masseurs Kinésithérapeutes (CNOMK) depuis 2021 du fait du manque de preuve d'efficacité et de ses risques de lésions.

### Médecine traditionnelle chinoise
Dans la médecine traditionnelle chinoise, les ventouses sont appliquées à des endroits précis correspondant à des points d'acupuncture choisis en fonction du trouble à soigner. Dans ce cas, le thérapeute griffe légèrement la peau à l'endroit du point réflexe avant d'y apposer la ventouse. Elles sont utilisées pour soigner, non seulement les affections respiratoires et les maux de dos, mais aussi pour les problèmes de peau, les migraines, les maux de têtes, les tendinites, les entorses, les crampes et la constipation.

### Médecine traditionnelle arabe
Dans la médecine traditionnelle arabe, la médecine des ventouses est décrite sous le terme de technique Al-hijamah (ou hijama). Cette technique se distingue par 3 étapes (technique des 3 « S ») : succion, puis scarification, puis de nouveau succion. La technique Al-hijamah provoque une excrétion percutanée d'un infiltrat sanguin à pression dépendante et à taille dépendante.
Des écrits médicaux arabes anciens, tels que ceux d'Al-Razi (Rhazes), d'Ibn Sina (Avicenne), et d'Ibn al-Quff, soulignent les bienfaits thérapeutiques de cette technique. Al-Razi, dans son ouvrage Kitab al-Hawi (Le Livre de la Completitude), mentionne la hijama comme un traitement efficace pour diverses affections, notamment les douleurs musculaires, les troubles digestifs, et les maladies respiratoires. Selon lui, la hijama aide à l'élimination des « humeurs » (ou fluides corporels) stagnantes, permettant ainsi de rétablir l'équilibre du corps et de prévenir la maladie.

## Dans la culture populaire
Le cupping a gagné en notoriété dans les temps modernes grâce à son utilisation par des célébrités du sport, notamment aux États-Unis avec DeMarcus Ware, joueur de la Ligue nationale de football, et les athlètes olympiques Alexander Naddour, Natalie Coughlin et Michael Phelps,. En France, le nageur Florent Manaudou et le footballeur Karim Benzema ont également adopté cette pratique, contribuant à sa popularisation dans l'Hexagone,. Cependant, cette tendance soulève des critiques dans la communauté médicale. Le Dr Brad McKay a déclaré que l'équipe américaine faisait un "très mauvais service" à ses supporters qui pourraient être tentés de les imiter, qualifiant le cupping de "thérapie traditionnelle ancienne (mais inutile)". Steven Novella a souligné qu'il était "regrettable que l'athlétisme de haut niveau, y compris les Jeux olympiques, soit un tel foyer de pseudo-science". Néanmoins, Kevin Rindal, kinésithérapeute de Michael Phelps a déclaré : « Il y a une dimension psychologique qui entre en jeu, c'est peut-être un simple effet placebo mais quoi qu'il en soit, ça à l'air de marcher. ».
La pratique des ventouses a également été évoquée dans la littérature et le cinéma. George Orwell, dans son essai Comment meurent les pauvres, décrit avec surprise cette technique qui lui a été appliquée dans un hôpital parisien.